# Данбары
Данбары (англ. House of Dunbar) — равнинный шотландский клан, владения которого располагались в англо-шотландском Пограничье и Лотиане. Многие представители этого клана играли заметную роль в истории Шотландии. Представители старшей ветви рода носили титул графа Данбара, она угасла в XVI веке. Также существовала угасшая в XV ветвь, представители которой носили титул графа Морея.

## История рода
Родоначальником рода Данбаров был Госпатрик II (ум. 22 августа 1138), граф Лотиана. Он был младшим из сыновей графа Нортумбрии Госпатрика I, бежавшего в Шотландию около 1072 года после потери своих владений. Традиционно считается, что Госпатрик I был внуком Кринана Данкельдского и, соответственно, родственником короля Шотландии Малькольма III, который даровал Госпатрику земли в Данбаре и Лотиане.
Госпатрик II имел владения в Лотиане и англо-шотландском Пограничье, вероятно, занимая высокое положение при дворе шотландского короля Давида I. Кроме того, он пользовался расположением английского короля Генриха I Боклерка, от которого получил владения в Нортумбрии, которые включали земли между Вулером и Морпетом. Скорее всего он погиб во время вторжения шотландской армии в Англию в битве штандартов.

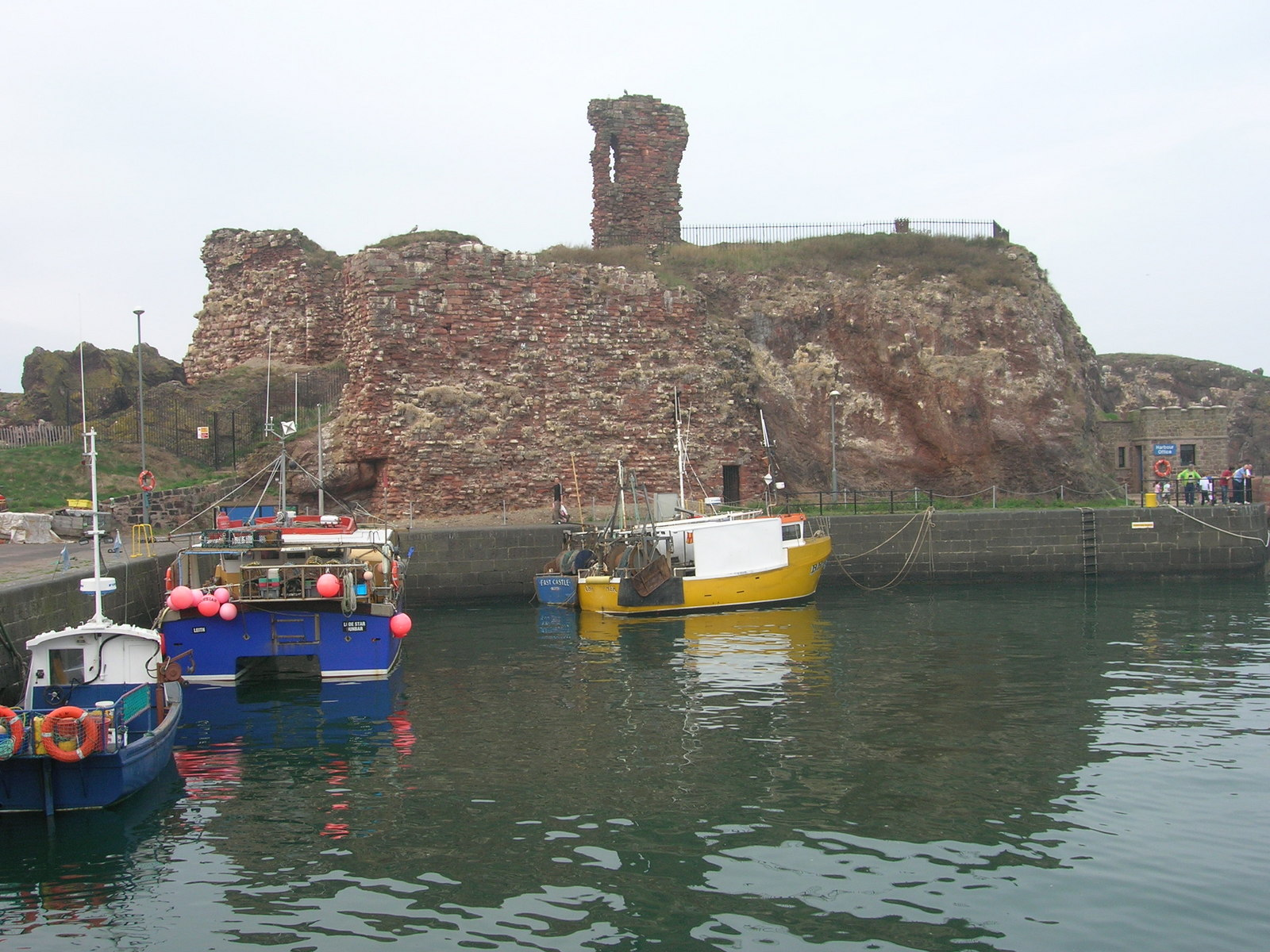
Руины замка Данбар, давшего клану название

Центром владений графов Лотиана был замок Данбар в Восточном Лотиане. От название этого замка и произошло название клана. Первым представителем рода, который использовал это имя, был Вальтеоф, внук Госпатрика II, который стал использовать титул графа Данбара. Его сын, Патрик I Данбар, женился на Аде, дочери короля Шотландии Вильгельма I Льва, который назначил Патрика юстициарием Лотиана.
Патрик IV Чёрная Борода, на основании происхождения от Ады Шотландской после угасания Данкельдской династии безуспешно претендовал в 1289 году на шотландскую корону. В марте 1290 года актом парламента за ним был признан титул графа Марч. С этого времени титул «граф Марч» стал использоваться как альтернатива титулу «граф Данбар».
В 1400 году король Шотландии Роберт III лишил Джорджа I Данбара, 10-го графа Марча, титула, однако в 1409 году при поддержке Роберта Стюарта, герцога Олбани, регента Шотландии в это время, Джордж был восстановлен в правах. Однако в конце 1434 года король Шотландии Яков I объявил это восстановление титула незаконным, поскольку по его мнению герцог Олбани превысил полномочия. Хотя Джордж II Данбар, 4-й граф Марч, и получил возможность защищаться в суде пэров, в январе 1435 году все его титулы и владения Данбаров были конфискованы, а сам Джордж II с семьёй был вынужден перебраться в Англию.
Джон Данбар (ум. между 13 июня 1391 и 15 февраля 1392), внук Алесандра Данбара, второго сына Патрика IV Данбара, получил в 1372 году титул графа Морея. Эта ветвь угасла в 1430 году после смерти Джеймса Данбара, 4-го графа Морея, оставившего только двух дочерей, мужья которых претендовали на титул графа Морея.
Существовали и другие ветви. Данбары из Мокрума (старшая ветвь сейчас), Данбары из Нортфилда, Данбары из Хемприггса, Данбары из Дёрна и Данбары из Боата получили в XVII—XIX веках титулы баронетов.

## Титулы клана
- Граф Лотиана/Граф Данбар и Граф Марч (XI век — 1435)
- Граф Морей (1289—1429)
- Баронет Данбар:
  - из Мокрума (с 1694)
  - из Дёрна (с 1698)
  - из Нортфилда (с 1700)
  - из Хемприггса (с 1706)
  - из Боата (1814—1937)

## Известные представители
Графы Лотиана
- ранее 1134—1138: Госпатрик II (ум. 22 августа 1138), граф Лотиана с ок. 1115, сын графа Нортумбрии Госпатрика (I)
- 1138—1166: Госпатрик III (ум. 1166), граф Лотиана с 1138, сын предыдущего

Графы Данбар
- 1166—1182: Вальтеоф (ум. 1182), граф Лотиана с 1166, по своему замку получил титул «граф Данбар», сын предыдущего
- 1182—1232: Патрик I (1152 — 31 декабря 1232), граф Данбар с 1182, сын предыдущего
- 1232—1248: Патрик II (ум. 1248), граф Данбар с 1232, сын предыдущего
- 1248—1289: Патрик III (ок. 1213 — 24 августа 1289), граф Данбар с 1248, сын предыдущего

Графы Марч
- 1289—1308: Патрик IV (ок. 1242 — 10 октября 1308), граф Данбар с 1289, 1/8-й граф Марч с 1290, сын предыдущего
- 1308—1368: Патрик V (ок. 1285 — 11 ноября 1368), 2/9-й граф Марч с 1308, сын предыдущего
- 1368—1420: Джордж I (ок. 1336—1420), 12-й лорд Аннандейл 1369—1401, лорд Бардольф 1402—1409, 3/10-й граф Марч в 1368—1400, 1409—1420, внучатый племянник предыдущего
- 1420—1435: Джордж II (ок. 1370—1455/1457), 4/11-й граф Марч в 1420—1435, сын предыдущего

Графы Морей
- 1372 — 1391/1392: Джон Данбар (ум. между 13 июня 1391 и 15 февраля 1392), 1-й граф Морей с 1372, внук Алесандра Данбара, второго сына Патрика IV Данбара, 1-го графа Марч
- 1391/1392 — 1415/1422: Томас Данбар (ум. 1415/1422), 2-й граф Морей с 1391/1392, сын предыдущего
- 1415/1422 — ок. 1427/1429: Томас Данбар (ум. ок. 1427/1429), 3-й граф Морей с 1415/1422, сын предыдущего
- ок. 1427/1429 — 1430: Джеймс Данбар (ум. ок. 10 августа 1430), 3-й граф Морей с ок. 1427/1429, брат предыдущего
- Джанет Данбар (ум. 1494/1506), графиня Данбар
муж: Джеймс Крайтон (ум. август 1454), 2-й барон Крайтон, граф Морей с 1452
- Элизабет Данбар (ум. до 17 февраля 1486), графиня Данбар
1-й муж: Арчибальд Дуглас (ум. 1 мая 1455), граф Морей с 1445